# Inocybe erubescens
Inocybe erubescens Axel Gudbrand Blytt, 1905), sin. Inocybe patouillardi Giacomo Bresadola, 1905), din încrengătura Basidiomycota, în familia Inocybaceae și de genul Inocybe, denumit în popor burete cărămiziu este, împreună cu unele alte specii de acest gen, una din cele mai otrăvitoare ciuperci cunoscute, provocând o intoxicație adesea oară letală cu violente crize digestive și nervoase. Acest burete coabitează, fiind un simbiont micoriza (formează micorize pe rădăcinile arborilor) și se poate găsi în România, Basarabia și Bucovina de Nord din aprilie până în noiembrie în păduri foioase mai ales sub fagi, dar și sub (stejari, sau tei), prin parcuri, chiar și câteodată în livezi, mereu pe soluri calcaroase sau cel puțin neutre.

## Taxonomie

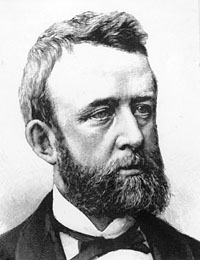
Axel N. Blytt

Primul care a descris ciuperca a fost Narcisse Théophile Patouillard în publicația sa Tabulae Analyticae Fungorum în Descriptions et Analyses Microscopiques des Champignons Nouveaux, Rares ou Critiques din 1888, văzând-o ca variație a soiului Inocybe trinii.
Preotul și faimosul micolog italian Giacomo Bresadola a denumit specia în onoarea lui Patouillard Inocybe patouillardi, nume de specie folosit lider până la sfârșitul secolului al XX-lea.
Mai târziu, s-a ales drept nume binomial o altă denumire, anume Inocybe erubescens, determinată de botanistul și geologul norvegian Axel Gudbrand Blytt (1843-1898), după notițele găsite și editate postum în (1904) 1905. În multe descrieri italiene și franceze, numele dat de Bresadola mai este întrebuințat actual, vezi de exemplu:.
În literatura micologică apar o serie de sinonime false ne mai folosite: Inocybe lateraria Ricken este o specie proprie, iar terminologiile Inocybe Rickenii sau Inocybe (Agaricus) trinii var. rubescens ar avea locul lor ca sinonim al buretelui Inocybe godeyi.
Ciuperca a primit numele botanic după caracteristicile ei principale, ce se poate recunoaște ușor ținând cont de acestea: Inocybe însemnând pălărie fibroasă, pe când epitetul este derivat din cuvântul latin (latină erubescens=înroșind).

## Descriere

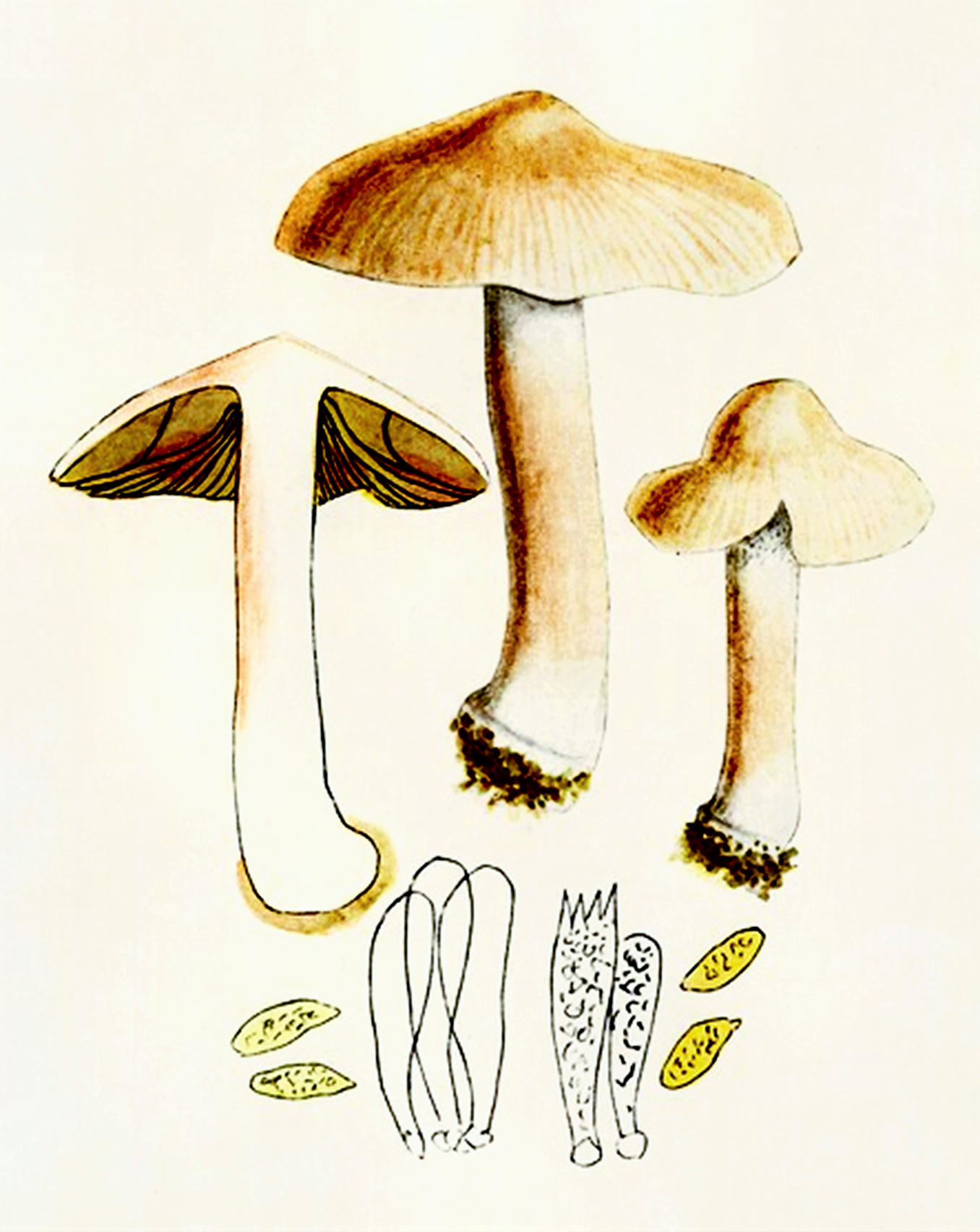
Bres.: I. patouillardi

Cele mai multe confuzii cu ciuperci comestibile se întâmpla atunci când buretele este încă tânăr.
- Pălăria: are un diametru de 2,5-10 cm, este la început bombată cu un gurgui mare și ascuțit în mijloc, aplatizându-se treptat cu înaintarea în vârstă. Cuticula este netedă, fibroasă, cu reflexe mătăsoase și foarte uscată. Marginea are tendința de a se crăpa adânc, radial. Coloritul pălăriei variază de la alb la gri și chiar la maroniu- ocru, ce se va colora în întotdeauna în cărămiziu-roșcat radial de-a lungul fibrelor.
- Lamelele: toate speciile din familia Inocybaceae, Inocybe erubescens are lamele. Ele sunt dese și nu foarte înalte cu muchie albă, rotunjită și cu puf. La început sunt de culoare alb-rozalie, apoi schimbă către un brun-roșcat. La tăiere, apăsare, rupere se pătează în cărămiziu. Sporii sunt de culoare cărămiziu-roșcat.
- Piciorul: are o înălțime de 3-10 și o grosime de 1-2 cm, fiind bont, robust, plin pe dinăuntru și ușor îngroșat la bază, cu un aspect fibros și cu striații longitudinale precum fără manșetă. Culoarea este de alb-murdar, decolorându-se după o leziune în roșcat (ca pălăria). Cu timpul capătă diferite nuanțe de galben-rozaliu-roșcat. Culoare tinde să fie spălăcită dacă ciupercă crește expusă la soare.
- Carnea: este albă, oxidând în roșiatic la tăiere, fără  miros în tinerețe apoi spirituos-fructuos precum cu gust plăcut de alune în stadiu tânăr, mai târziu contractând, ușor iute și neplăcut.[3][4]
- Caracteristici microscopice: are spori sub microscop galben-aurii, netezi, elipsoidali, aproape în formă de rinichi, având o mărime de 11-13 x 6-7 microni. Pulberea lor este de un brun închis. Basidiile clavate cu preponderent 4 sterigme fiecare măsoară 38-40 x 10-12 microni. Cistidele (elemente sterile situate în stratul himenal sau printre celulele din pielița pălăriei și a piciorului, probabil cu rol de excreție) lipsesc. Cheilocistidele (elemente sterile situate pe muchia lamelor) cilindrice cu vârfuri atenuate sau sub-capitate au o dimensiune de 75-90 x 8-10 microni.[12]
- Reacții chimice:  Carnea se colorează cu tinctură de Guaiacum treptat verde-albăstrui.[13][14]

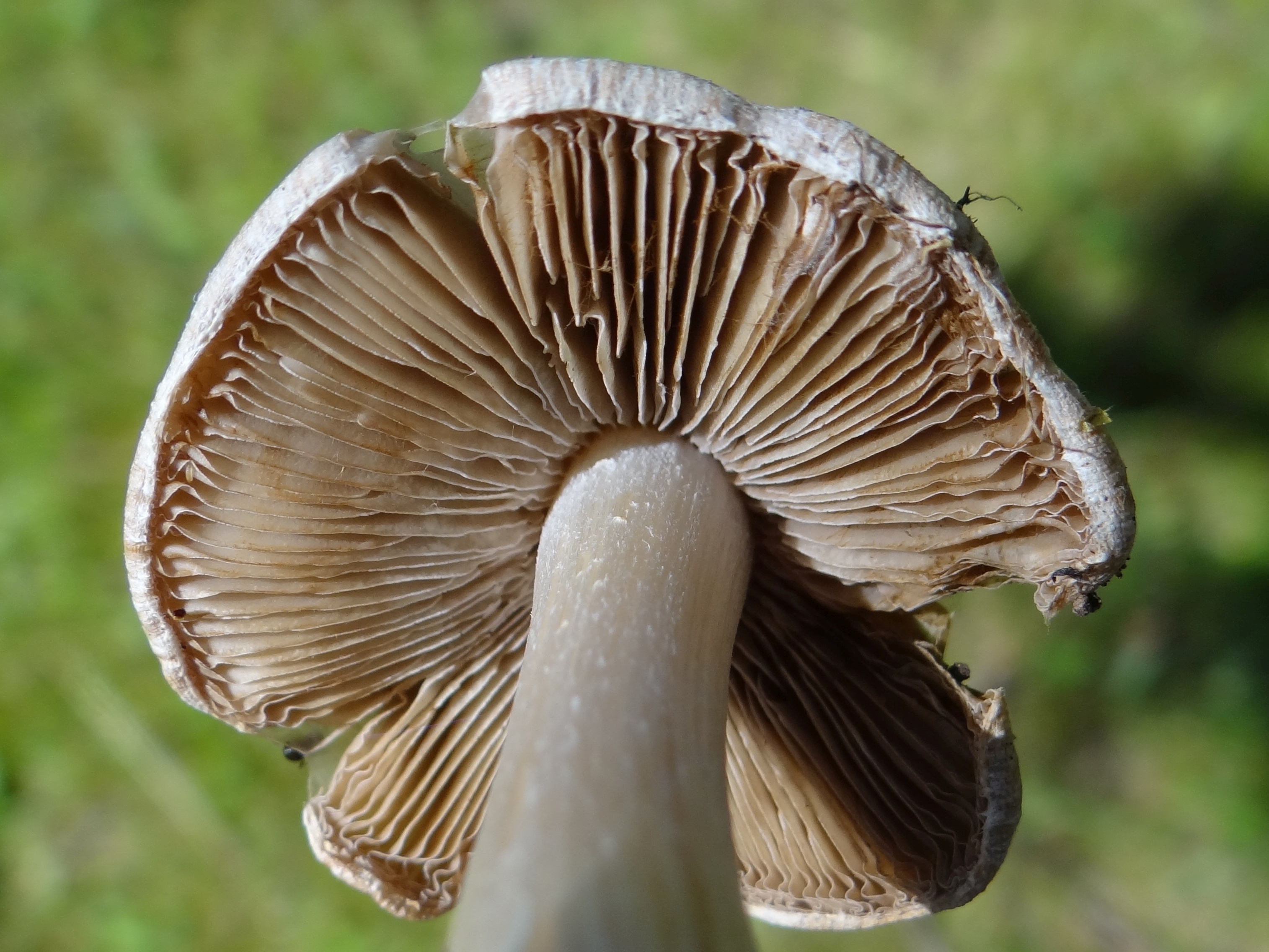
I. erubescens, lamele din apropiere
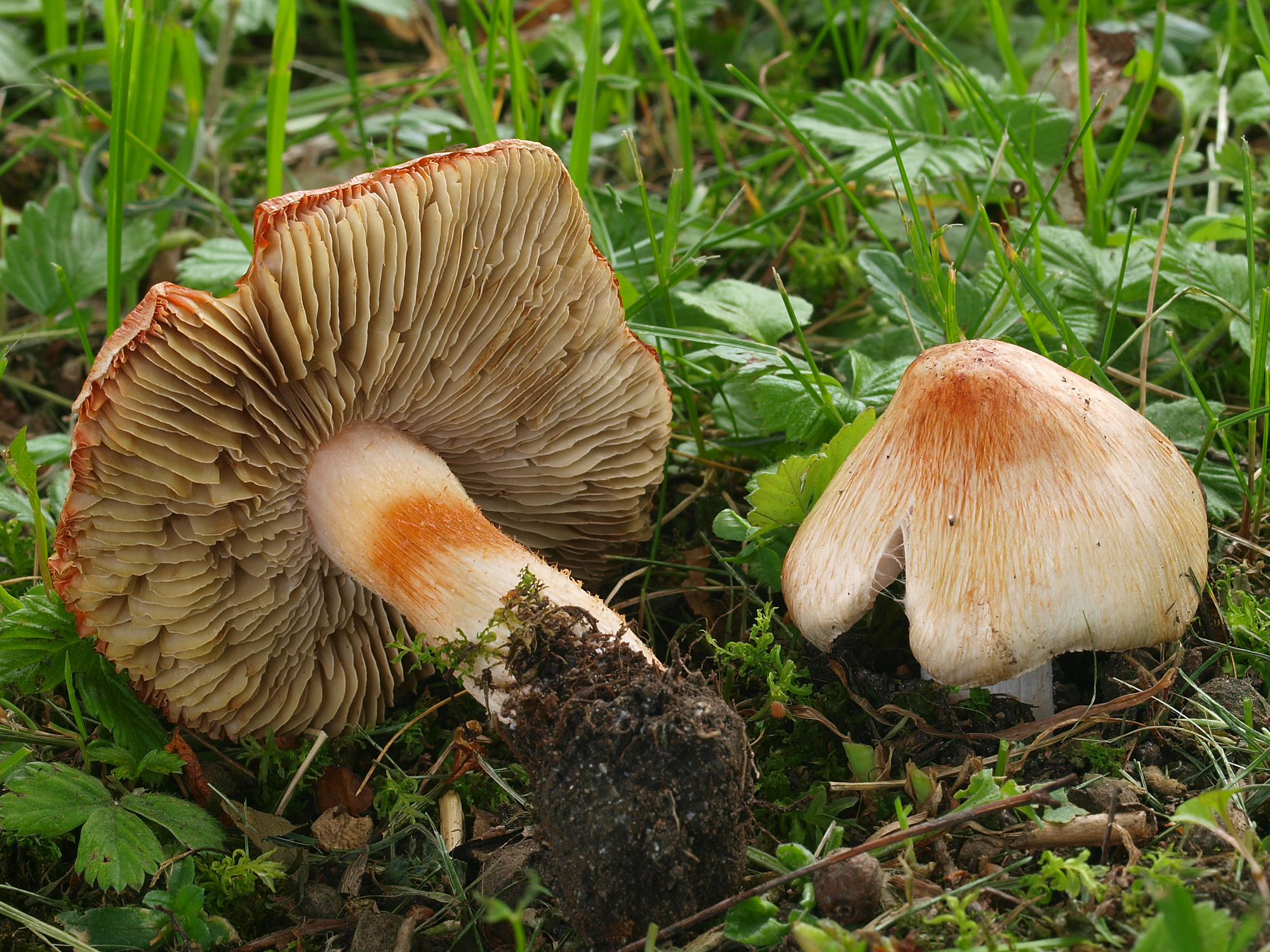
I. erubescens bătrână: lamele și picior
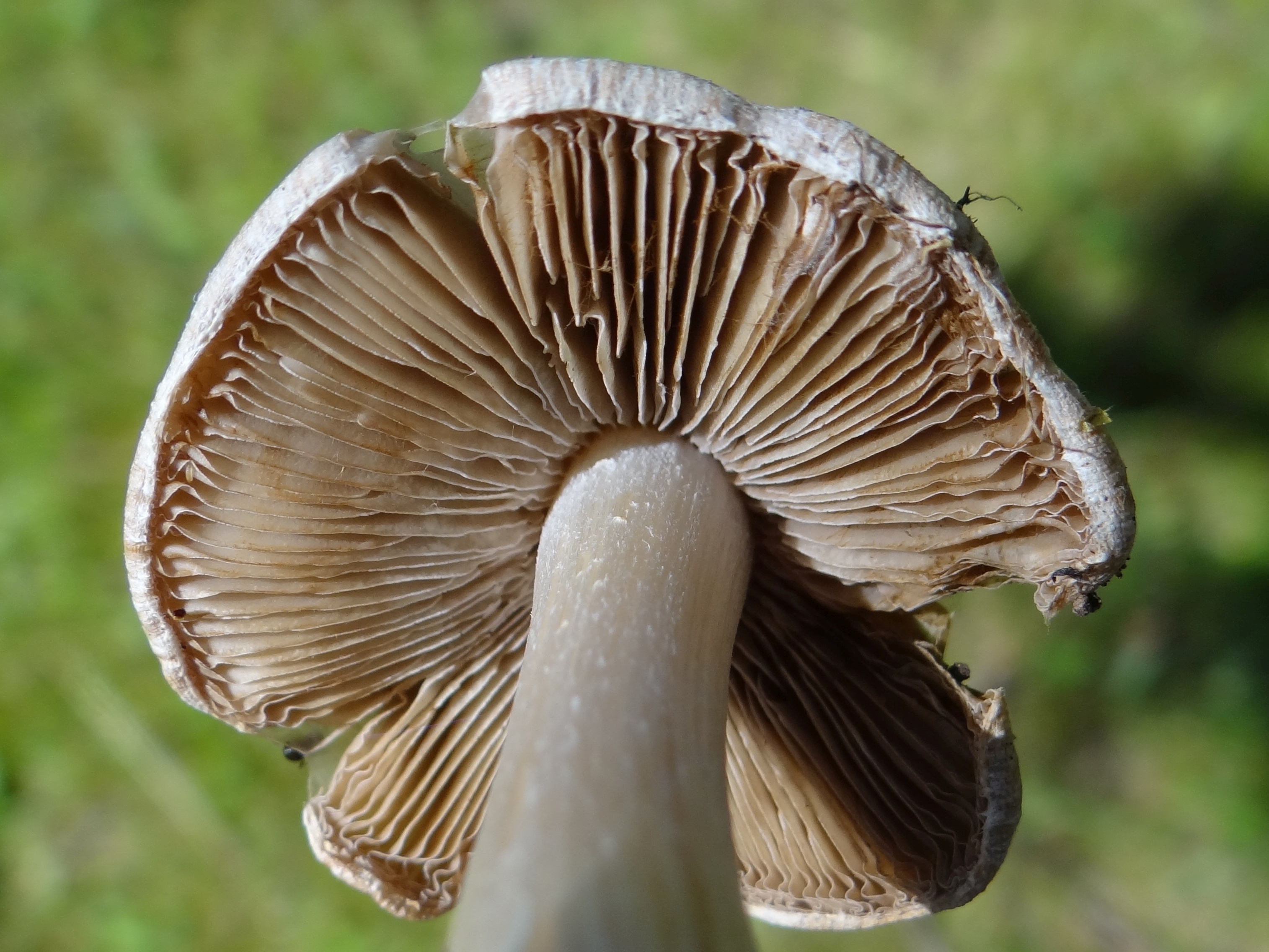
I. erubescens tinere
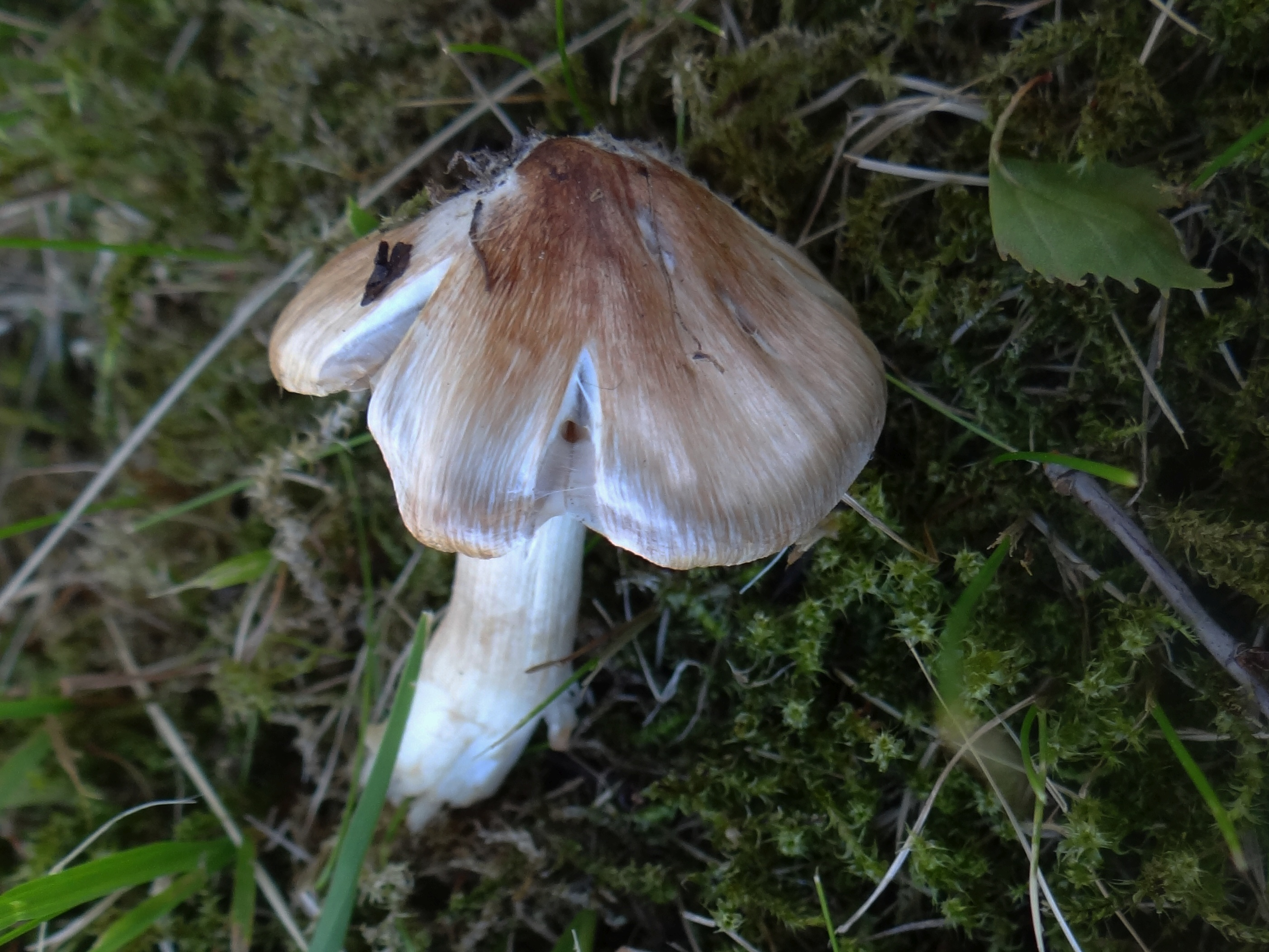
I. erubescens, înainte de înroșire

## Toxicitate
Acest burete aparține unui din trei genuri de ciuperci basidiomicete care produc sindromul sudorian (Inocybe, Clitocybe și Mycela).
Anumiți alcaloizi (muscarina, muscaridina) produc intoxicații cu debut rapid (0,5-3 ore de la ingerare), care afectează preponderent sistemul nervos. Simptomele caracteristice acestui sindrom se manifestă prin semne ca: vasodilatație, scăderea ritmului bătăilor inimii, hipotensiune, mioză (contractarea pupilei), transpirație abundentă, hipersalivație, hipersecreție nazală și bronhică, lăcrimare, grețuri, vărsături, diaree, halucinații. După M. Oprea mai pot apare semne ca: sughiț, tremurături și bufeuri. Evoluția intoxicației este spectaculoasă și gravă pentru cardiaci. Cel mai mare pericol constă în pierderea masivă de lichide și de electroliți. Acest tip de intoxicație răspunde bine la  intervenția cu atropină.
Dacă nu se intervine repede, buretele poate duce la deces.

## Confuzii
Inocybe erubescens poate fi confundat cu alte specii din acest gen ca de exemplu: Inocybe abietis, Inocybe arghadhii, Inocybe asterospora (foarte otrăvitoare, posibil letală), Inocybe assimilata sin. Inocybe umbrina (foarte otrăvitoare, posibil letală), Inocybe catalaunica, Inocybe corydalina, (necomestibilă, foarte slab otrăvitoare), Inocybe fastiginata, Inocybe fibrosa, Inocybe friesii, Inocybe geophylla, Inocybe haemacta, Inocybe juriana, Inocybe lateraria, Inocybe mixtilis, Inocybe perlata, Inocybe pudica, Inocybe sambucina, Inocybe sindonia (foarte otrăvitoare, adesea letală), Inocybe sororia, Inocybe subnudipes, Inocybe umbratica). sau cu soiuri de genul Clitocybe (de exemplu Clitocybe cerussata, Clitocybe dealbata, Clitocybe sin Omphalatus illudens) precum cu Entoloma cetratum (otrăvitor), Entoloma excentricum (necomestibil), Entoloma griseocyaneum (necomestibil), Entoloma jubatum (necomestibil), Entoloma prunuloides (necomestibil), Entoloma undatum (necomestibil), Omphalotus olearius, în marea majoritate mai mult sau mai puțin otrăvitoare, unele chiar letale (unele puține Clitocybe fiind comestibile și parțial gustoase). Culegerea genului Inocybe se interzice de sine, pentru că nici una comestibilă este cunoscută. 
Deși diferențele sunt evidente, ciuperca aici descrisă ocazional se poate confunda în stagiu tânăr cu specii ca Calocybe gambosa (buretele de mai), (a cărei carne nu își schimbă culoarea sub acțiunea vreunui factor extern și miroase ca faina proaspătă), specii de șampinion (au manșetă) sau chiar cu Marasmius oreades precum Cortinarius (Rozites) caperatus (văloasa țiganilor).

## Imagini de bureți similari (selecție)

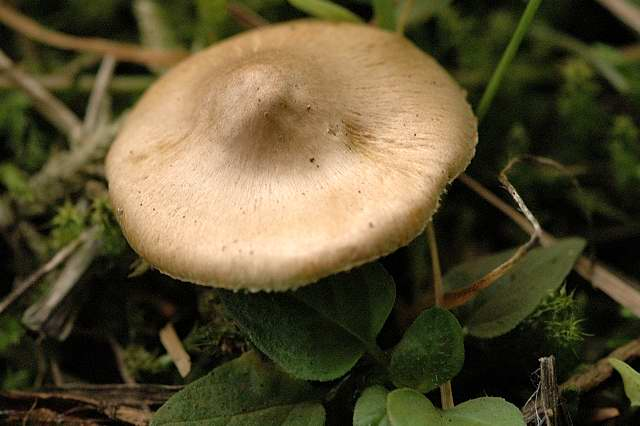
!!Inocybe.catalaunica!!
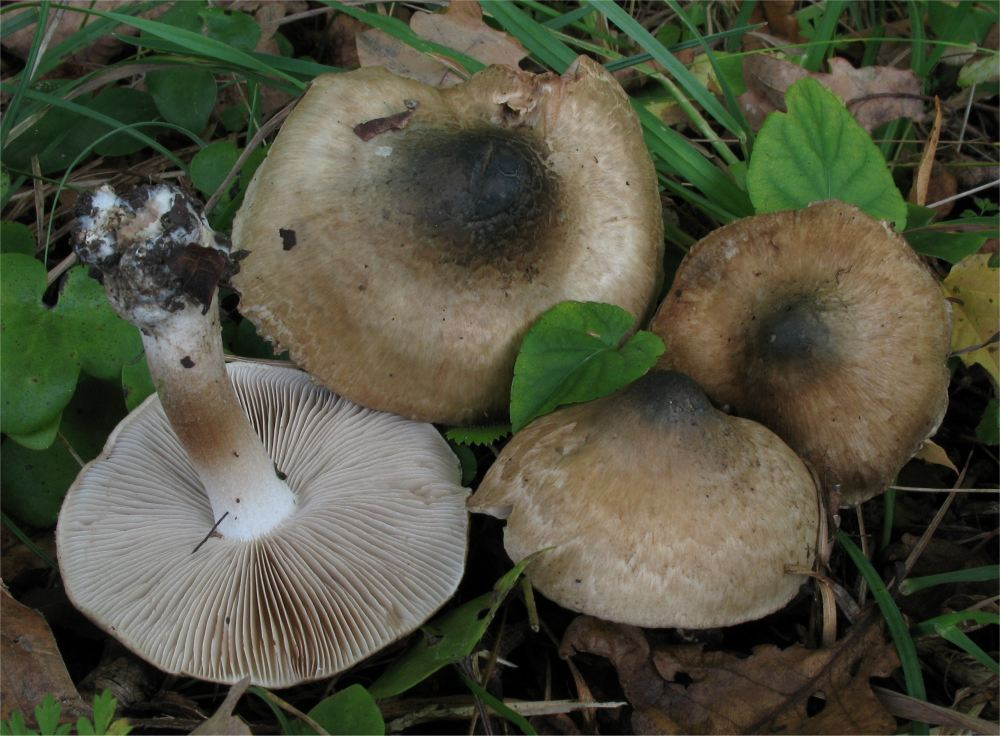
!Inocybe corydalina!
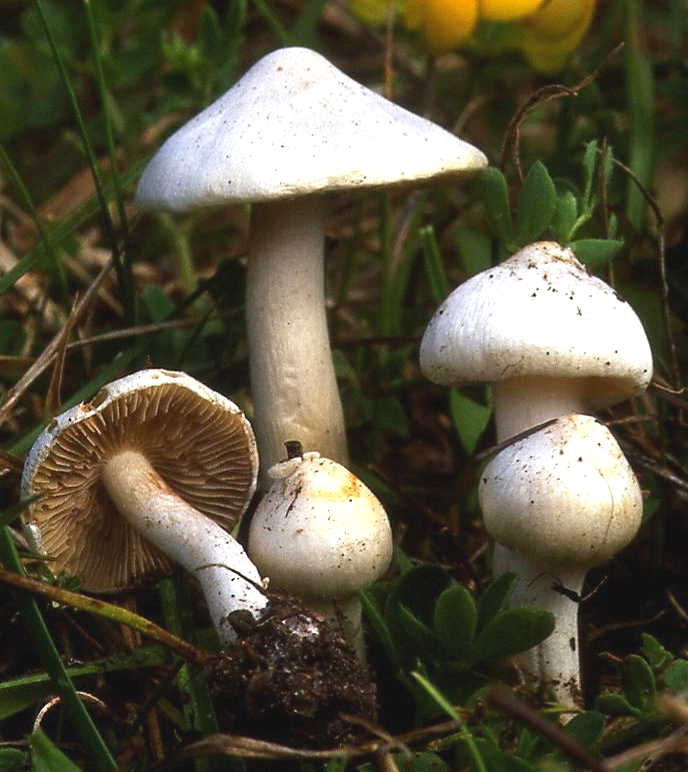
!!Inocybe geophylla!!
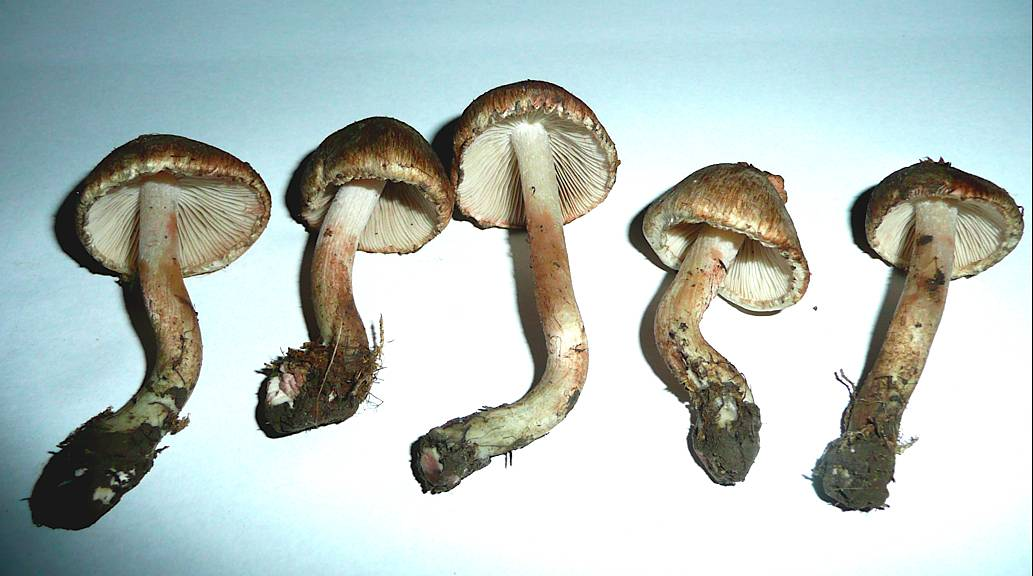
!!Inocybe haemacta!!
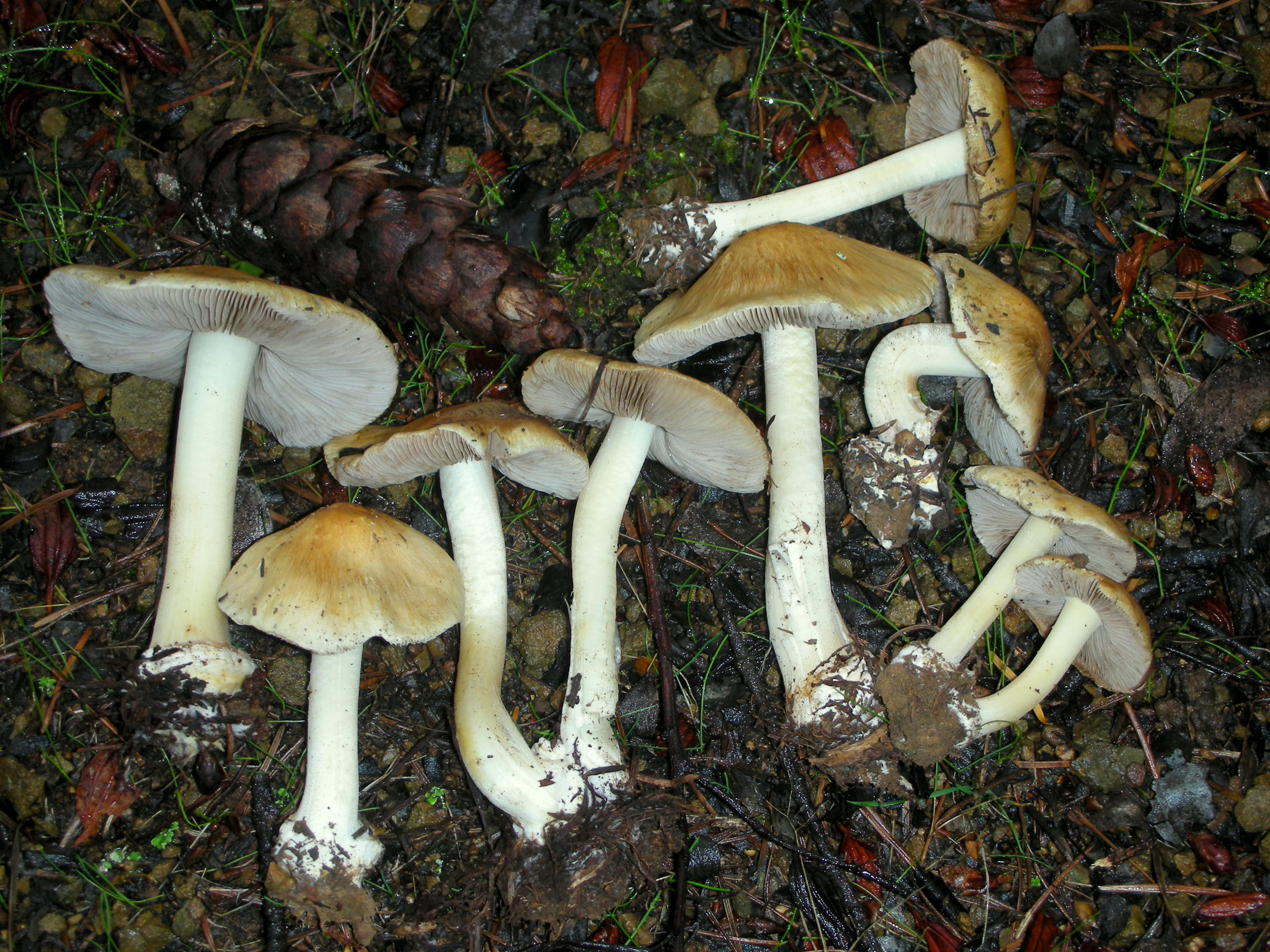
!!Inocybe mixtilis!!
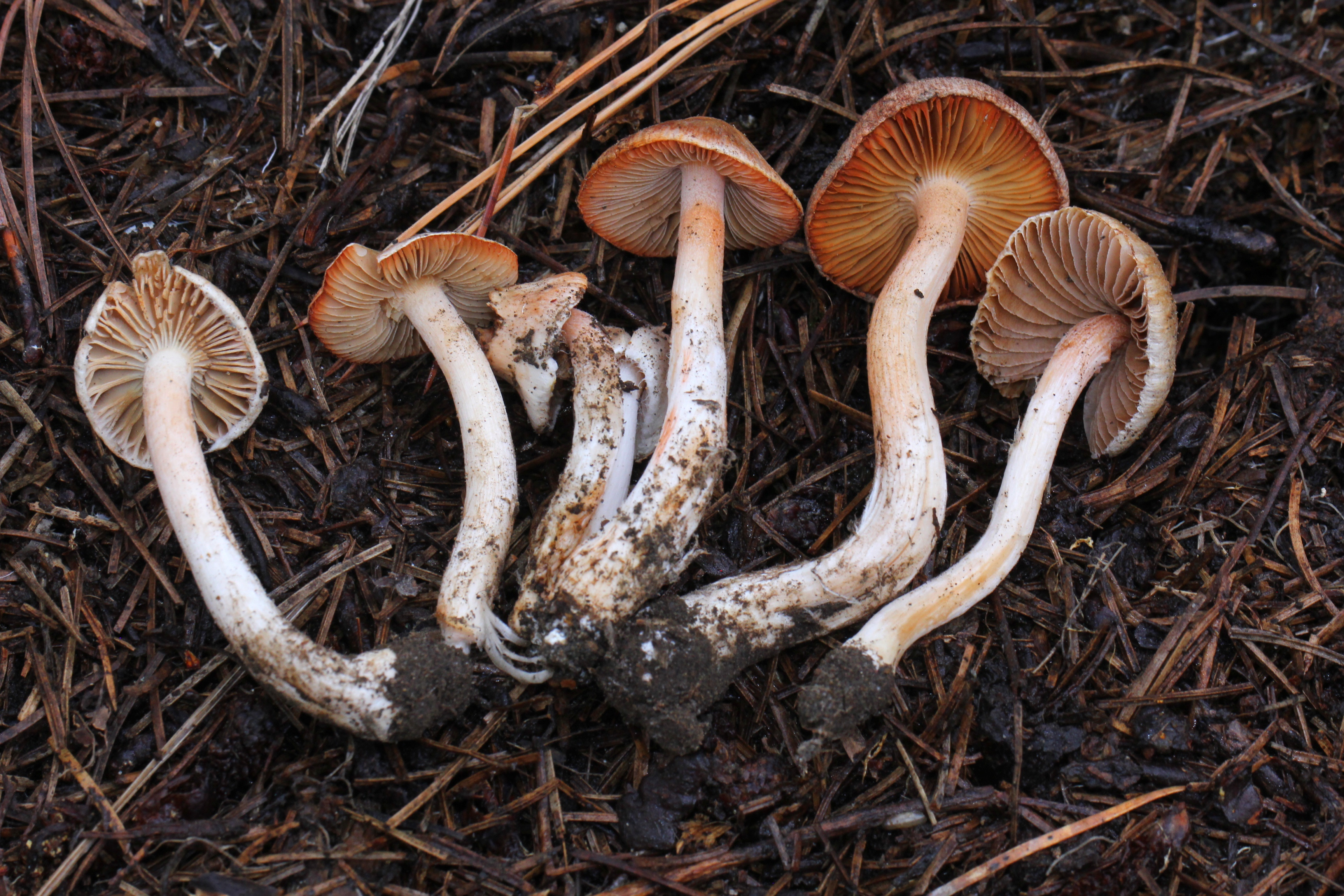
!!Inocybe pudica!!
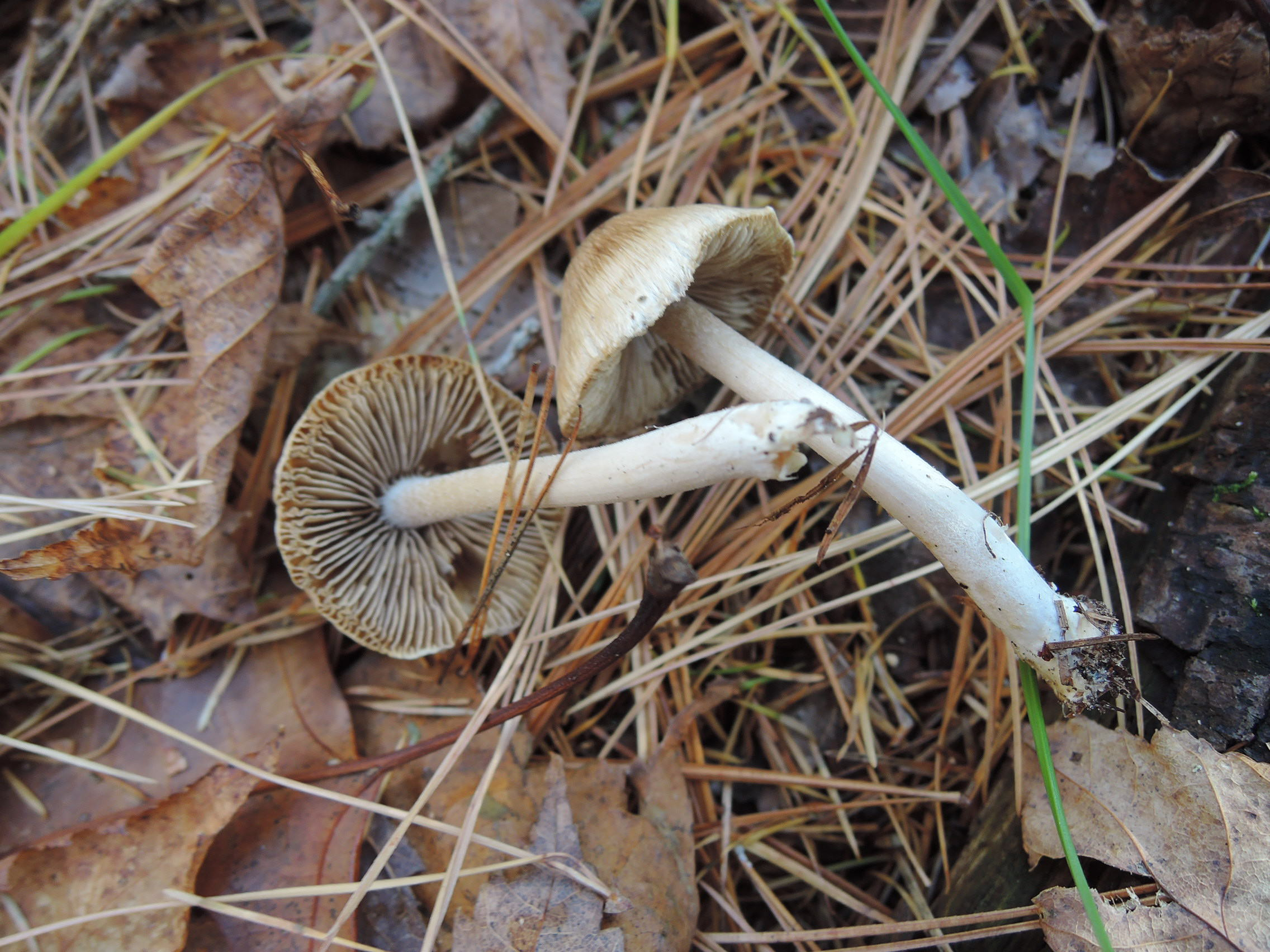
!!!Inocybe sidonia!!!
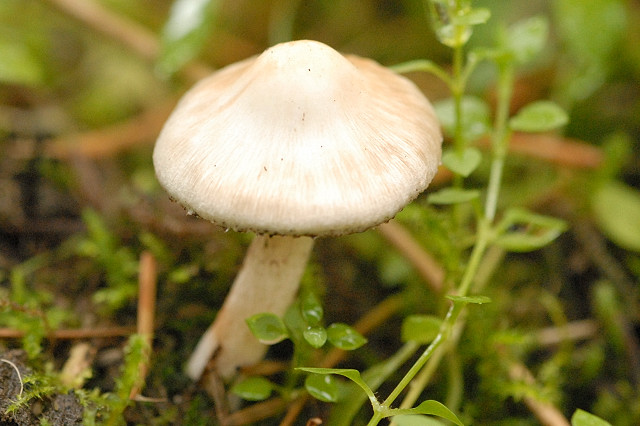
!!Inocybe umbratica!!
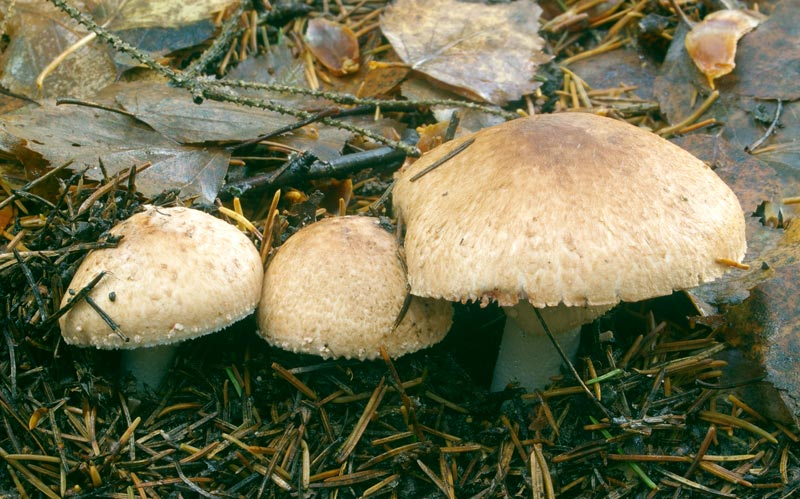
Agaricus silvaticus
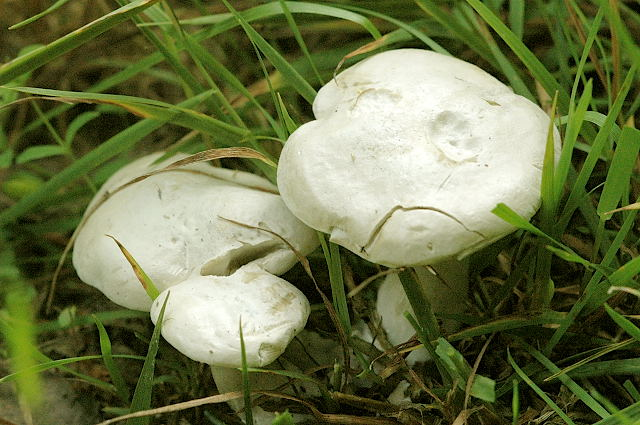
!!Clitocybe dealbata!!

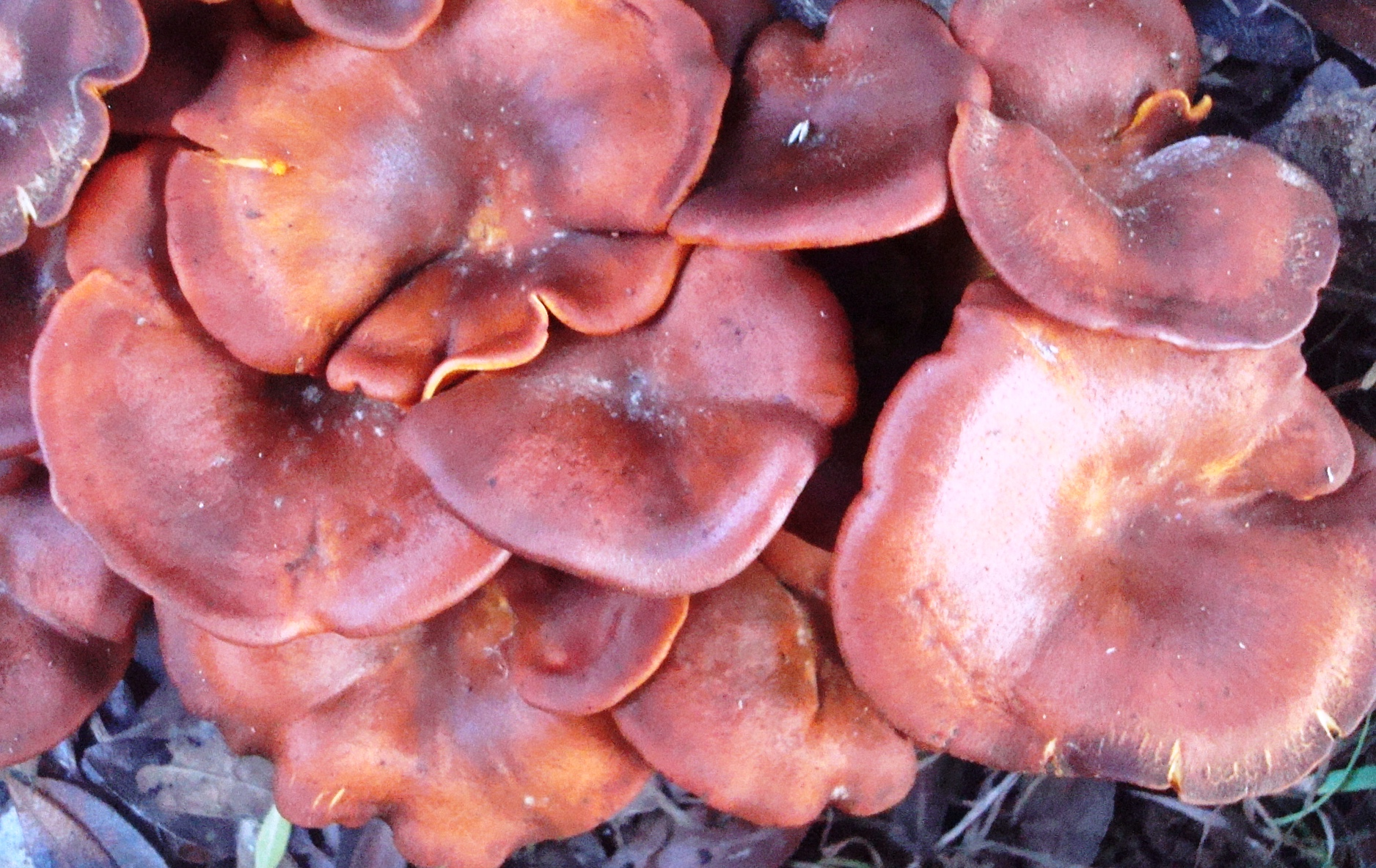
!!Clitocybe (Omphalotus) olearius!!
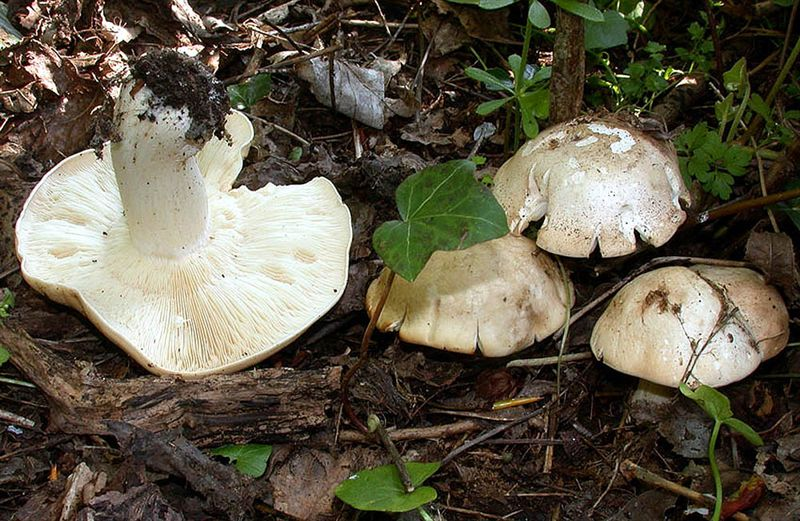
Calocybe gambosa
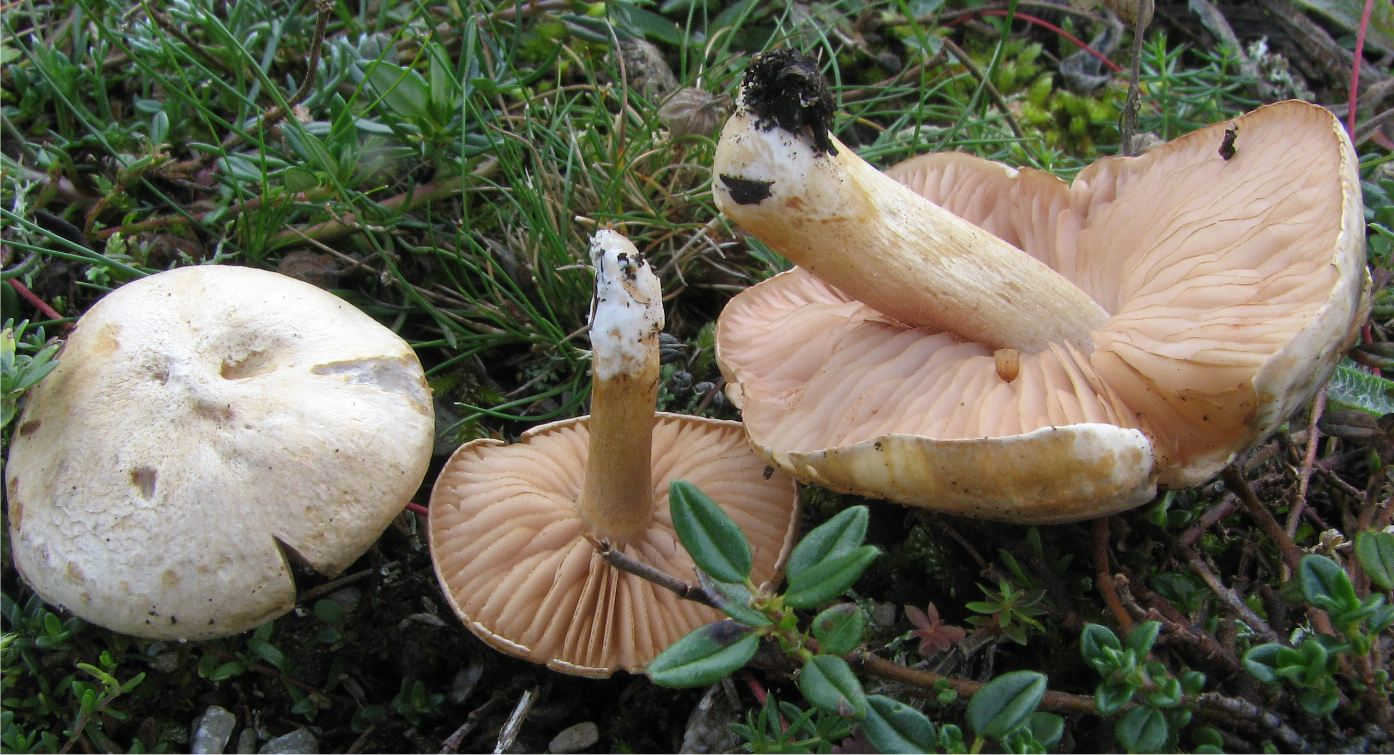
!Entoloma excentricum!
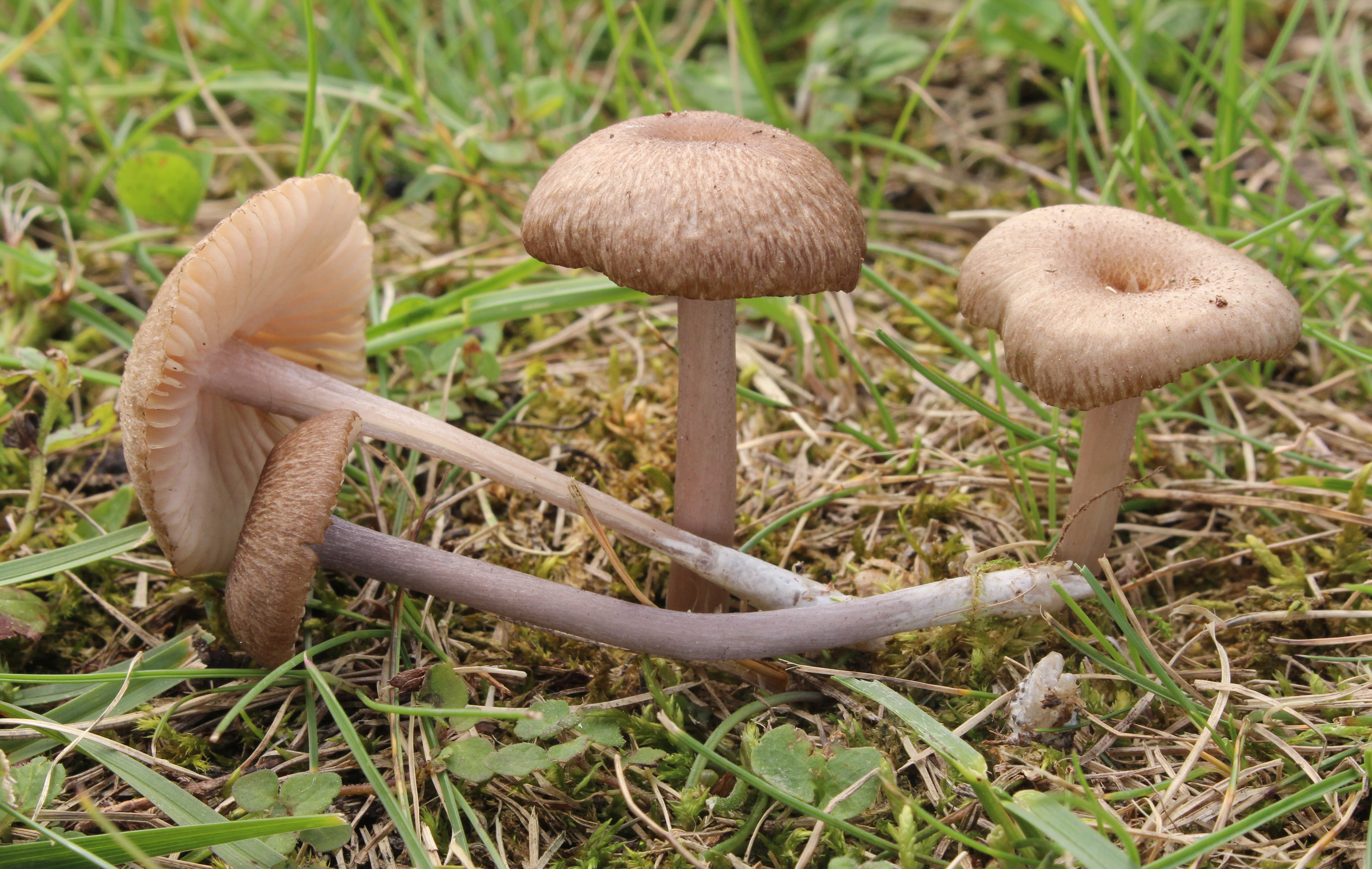
!Entoloma griseocyaneum!
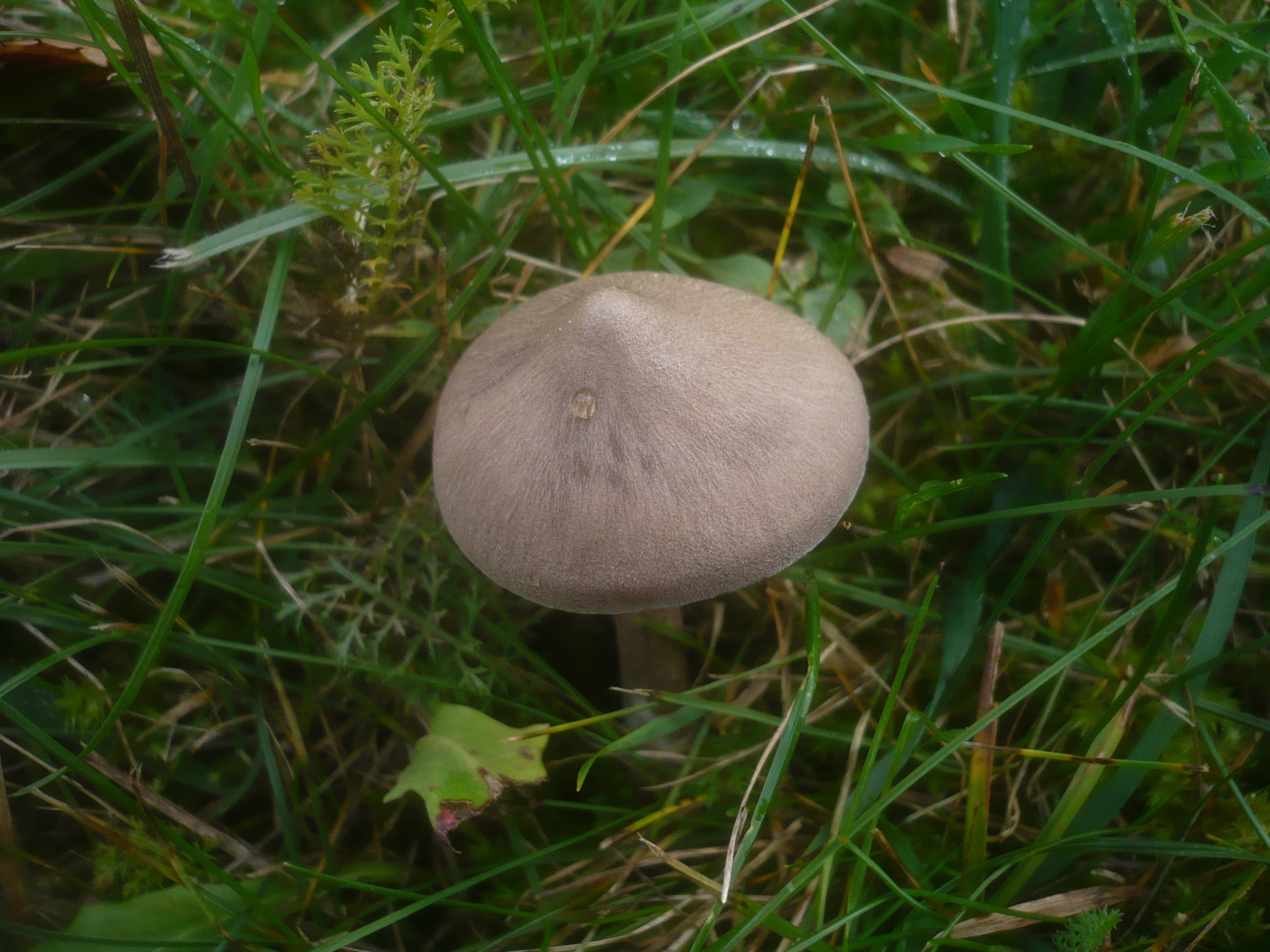
!Entoloma jubatum!
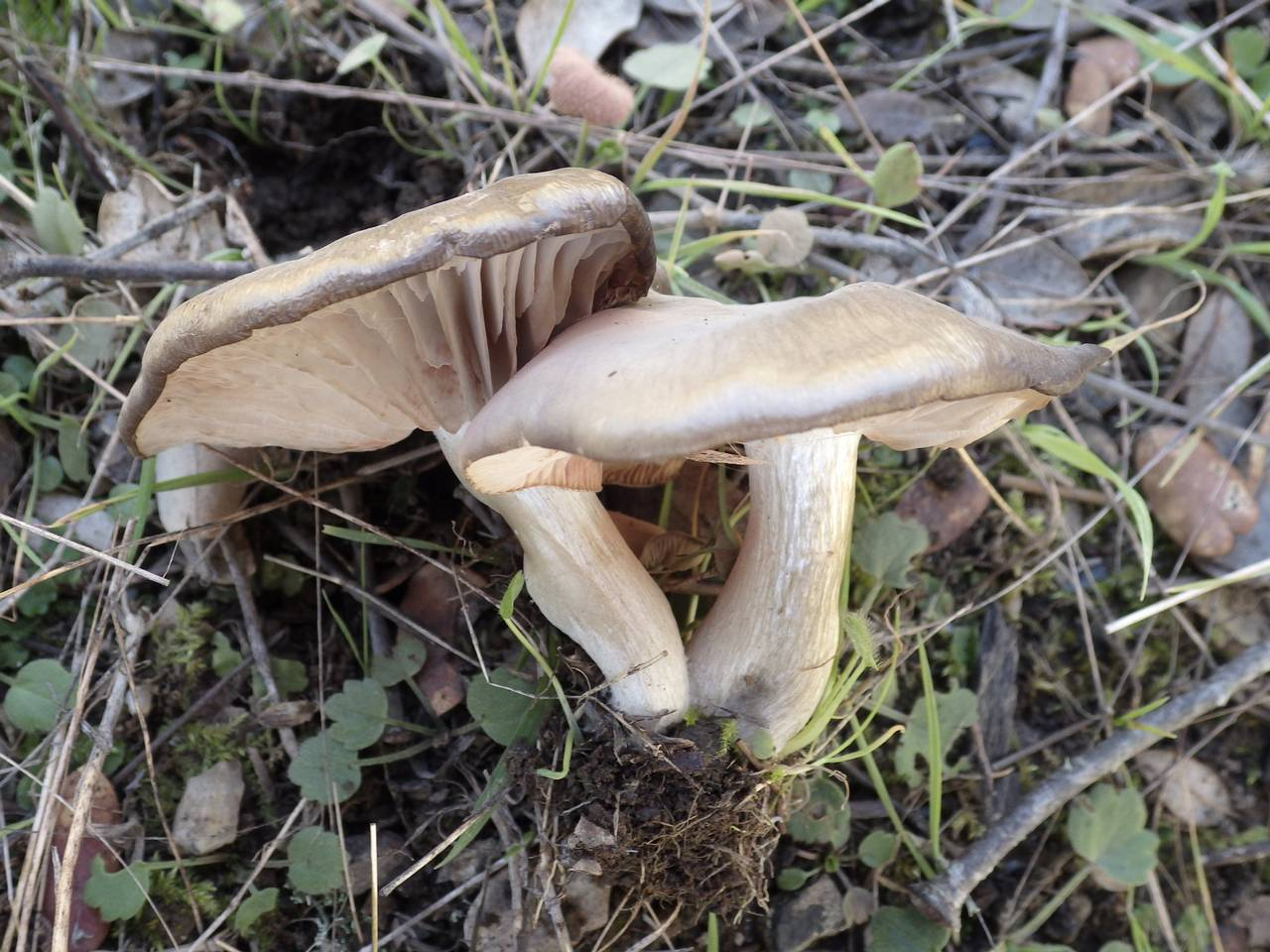
!Entoloma prunuloides!
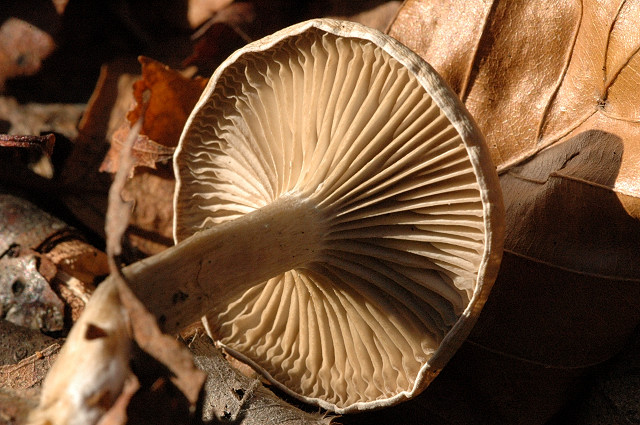
!Entoloma undatum!
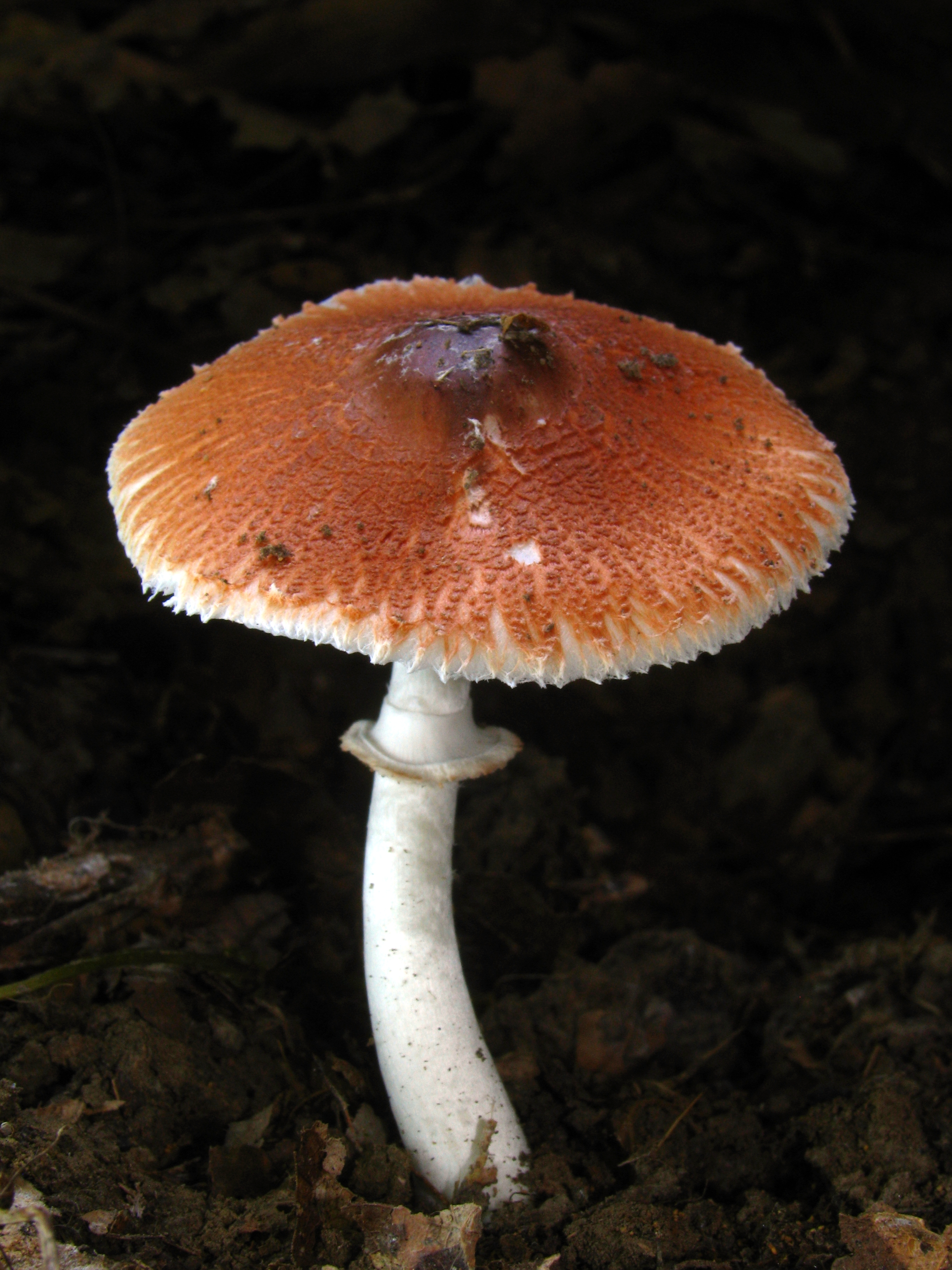
Leucoagaricus rubrotinctus
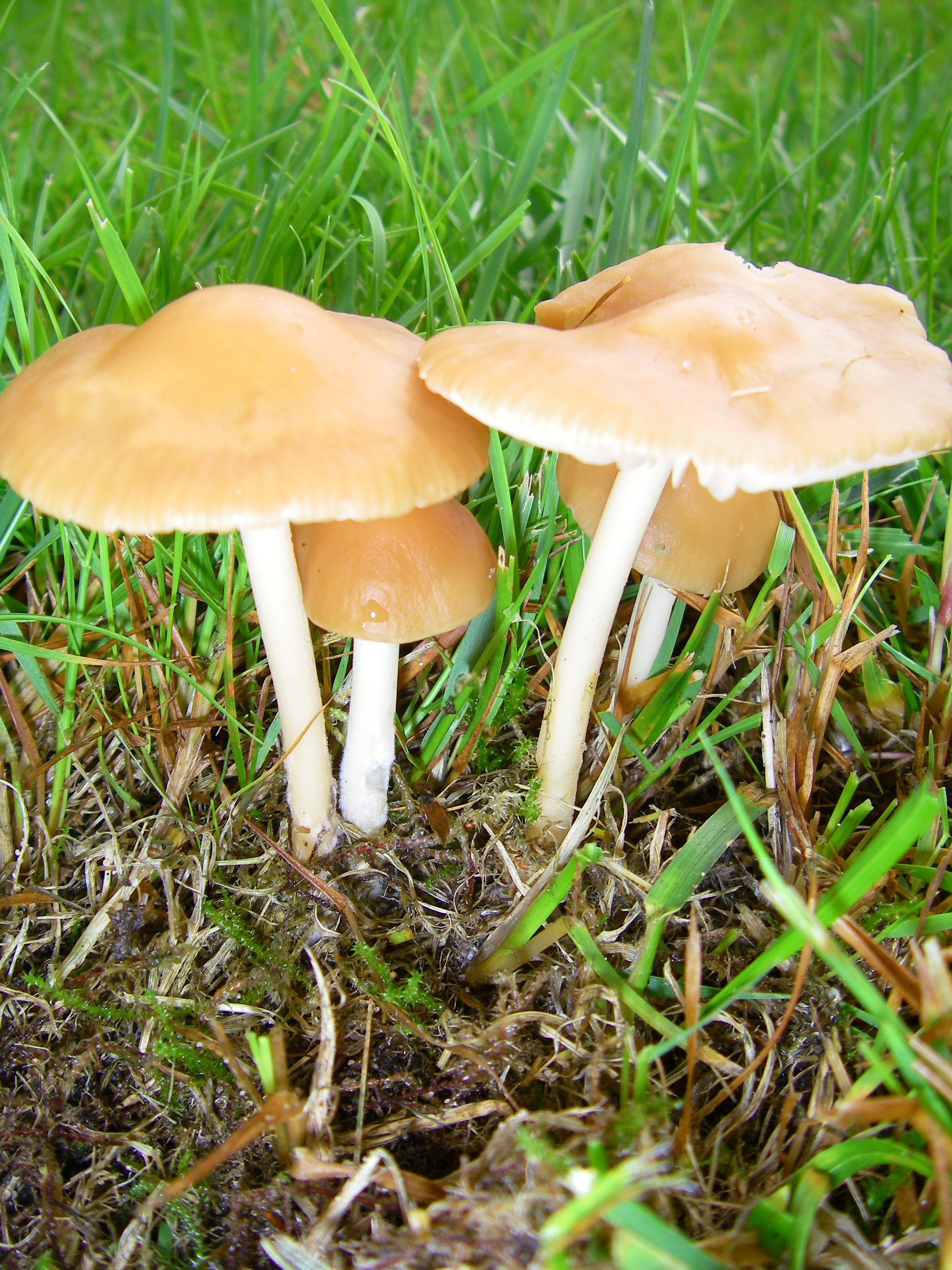
Marasmius oreades
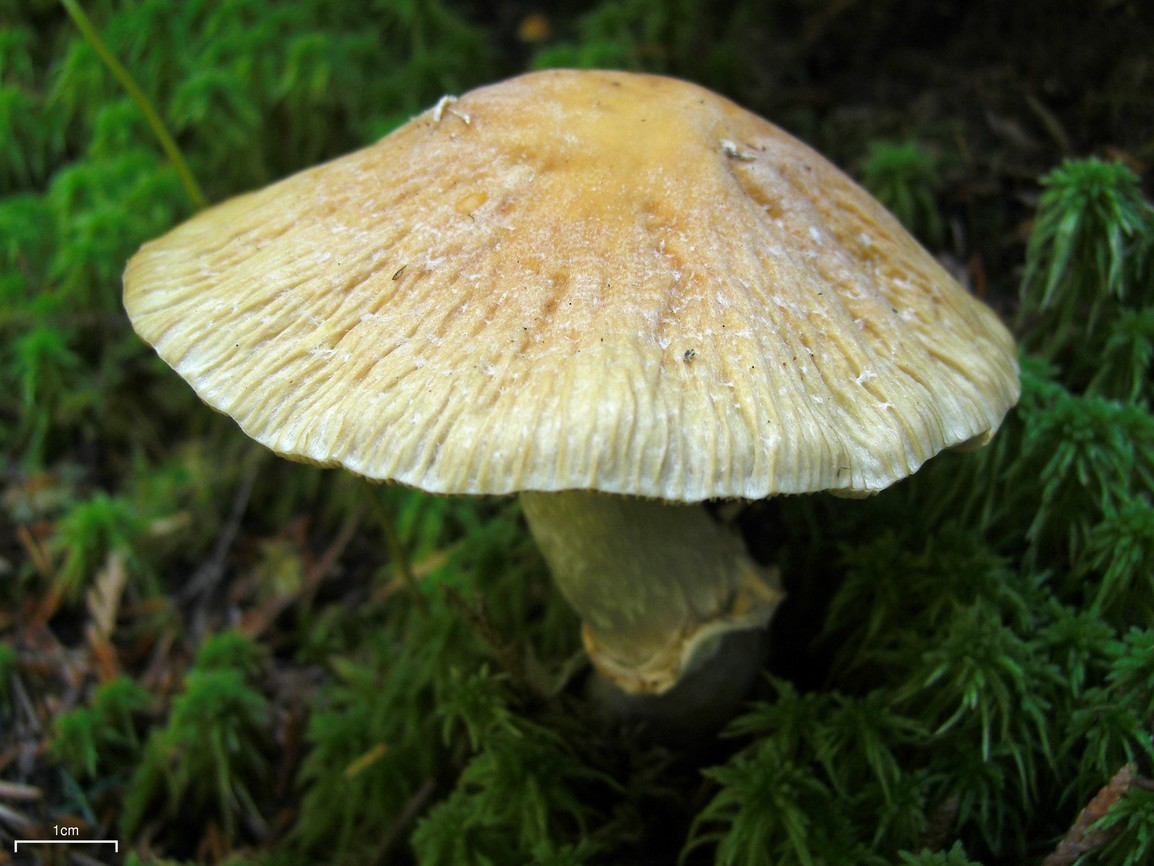
Rozites caperatus (văloasa țiganilor)